# Margarita Engle
Margarita Engle, née le 2 septembre 1951 à Pasadena, est une poétesse cubano-américaine, également auteure de nombreux livres primés pour enfants, jeunes adultes et adultes.

## Biographie
Originaire de la Californie, Margarita Engle est la fille d’un père californien, et d’une mère née à Trinidad, à Cuba. Bien qu’elle grandit en Californie, elle passe de nombreux étés avec sa famille élargie à Cuba. Enfant, elle découvre la poésie en espagnol, et en particulier les œuvres du journaliste, poète et philosophe cubain José Martí.
En 1974, elle est diplômée d'un bachelor de la California State Polytechnic University. En 1977, elle obtient un master de l'Iowa State University. En 1983, elle intègre l'Université de Californie à Riverside pour suivre un doctorat en biologie.
Avant de commencer sa carrière d'écrivaine, Margarita Engle travaille comme professeure titulaire d'agronomie à la California Polytechnic University. Tout en travaillant sur son doctorat, elle s'inscrit à un séminaire d'écriture créative avec l'auteur et poète mexicain Tomás Rivera, et attribue cette expérience aux prémices de sa passion pour l'écriture. Elle vit dans le centre de la Californie, et assiste régulièrement son mari dans son travail bénévole pour des programmes de dressage de chiens, de recherche et de sauvetage en milieu sauvage.

## Carrière littéraire
La majorité des textes de Margarita Engle sont écrits en vers et reflètent son héritage cubain et sa profonde appréciation et connaissance de la nature,,. Ses écrits ont également été publiés dans des titres de presse tels Atlanta Review, Bilingual Review, California Quarterly ou le Caribbean Writer.
En 2009, Margarita Engle devient la première femme latino-américaine à recevoir un Newbery Honor (finaliste de la Médaille Newbery) pour The Surrender Tree: Poems of Cuba's Struggle for Freedom. Le 9 octobre 2018, elle est nommée lauréate du prix NSK Neustadt de littérature pour enfants. De juin 2017 à juin 2019, elle est élue poétesse lauréate de la Young Poetry Foundation,.
De 2019 à 2021, elle est sélectionnée trois années d'affilée pour le prestigieux prix suédois, le Prix commémoratif Astrid-Lindgren.

## Prix et distinctions
Parmi une liste non exhaustive : 
- 2006 : Prix Américas pour The Poet Slave of Cuba
- 2008 : Médaille Pura Belpré
- 2008 : ALA Meilleurs livres jeunes adultes pour The Poet Slave of Cuba, A Biography of Juan Francisco Manzano
- 2008 : NCTE Notable Children's Books in the Language Arts pour The Poet Slave of Cuba, A Biography of Juan Francisco Manzano
- 2008 : Choix des enseignants de l'International Reading Association pour The Poet Slave of Cuba, A Biography of Juan Francisco Manzano
- 2009 : Honneur Newbery[11] (finaliste de la Médaille Newbery)
- 2009 : Médaille Pura Belpré[12]
- 2009 : Prix Américas pour The Surrender Tree: Poems of Cuba's Struggle for Freedom
- 2009 : Jane Addams Children's Book Award pour The Surrender Tree, Poems of Cuba's Struggle for Freedom
- 2009 : ALA Meilleurs livres jeunes adultes pour The Surrender Tree, Poems of Cuba's Struggle for Freedom
- 2009 : Prix de poésie Claudia Lewis
- 2010 : Prix Sydney Taylor pour Tropical Secrets, Holocaust Refugees in Cuba
- 2010 : Prix Paterson pour Tropical Secrets, Holocaust Refugees in Cuba
- 20012 : Prix Américas pour Hurricane Dancers
- 20015 : Prix Américas pour Silver People: Voices from the Panama Canal
- 2016 : Prix Charlotte Zolotow pour Drum Dream Girl
- 2016 : Médaille Pura Belpré
- 2019 : Prix NSK Neustadt de littérature jeunesse pour l'ensemble de sa carrière
- 2019, 2020 et 2021 :  Sélection pour le Prix commémoratif Astrid-Lindgren[10]

## Publications
- Singing to Cuba, Arte Publico Press, 163p, 1993,  (ISBN 978-1-55885-070-5)
- Skywriting, Bantam Books, 288p, 1995,  (ISBN 978-0-553-09987-4)
- The Poet Slave of Cuba, a Biography of Juan Francisco Manzano, Henry Holt & Co., 183p, 2006,  (ISBN 978-0-8050-7706-3)
- The Surrender Tree, Holt, 169p, 2008,  (ISBN 978-0-8050-8674-4)
- Tropical Secrets: Holocaust Refugees in Cuba, Macmillan, 208p, 2009,  (ISBN 978-0-8050-8936-3)[13]
- The Firefly Letters: A Suffragette's Journey to Cuba, Henry Holt & Co., 151p, 2010,  (ISBN 978-0-8050-9082-6)
- Summer Birds: The Butterflies of Maria Merian, Henry Holt & Co., 32p, 2010,  (ISBN 978-0-8050-8937-0)
- Hurricane Dancers The First Caribbean Pirate Shipwreck, Henry Holt & Co., 145p, 2011,  (ISBN 978-0-8050-9240-0)
- The Wild Book, Houghton Mifflin Harcourt, 144p, 2012,  (ISBN 978-0-547-58131-6)[14]
- Mountain Dog, Henry Holt and Co., 240p, 2013,  (ISBN 978-0805095166)
- When You Wander, Henry Holt and Co., 32p, 2013,  (ISBN 9780805093124)
- The Lightning Dreamer, Houghton Mifflin Harcourt, 192p, 2015,  (ISBN 9780547807430)
- Orangutanka: A Story in Poems, Henry Holt and Co., 40p, 2015,  (ISBN 978-0-8050-9839-6)
- Drum Dream Girl, Houghton Mifflin Harcourt, 2015,  (ISBN 978-1520018171)
- Enchanted Air: Two Cultures, Two Wings: A Memoir, Simon and Schuster, 224p, 2015,  (ISBN 978-1481435239)
- Lion Island: Cuba's Warrior of Words, Simon and Schuster, 176p, 2017,  (ISBN 9781481461122)
- Dreams from Many Rivers : A Hispanic History of the United States Told in Poems, Henry Holt and Co., 2019,  (ISBN 9781627795319)